# Eugenio Fontán
Eugenio Fontán Pérez, II marqués de Guadalcanal (Sevilla, 1 de septiembre de 1927-Madrid, 18 de octubre de 2017), fue un empresario radiofónico español.

## Biografía
Hijo de Antonio Fontán de la Orden, ingeniero militar artífice de Radio Sevilla en 1924 y hermano del catedrático, periodista y político Antonio Fontán y del farmacéutico Manuel Fontán. Estudió ingeniería técnica de telecomunicaciones.
Su padre fue vicepresidente de la Cadena SER hasta su fallecimiento en 1948, momento en que su hijo Antonio asumió el cargo. Catorce años más tarde, en 1960, y tras la retirada de su suegro, Virgilio Oñate, Eugenio fue nombrado Director de la emisora. La Cadena SER, durante esa etapa, vivió un tiempo de consolidación de audiencia y contenidos, llegando a ser líderes de audiencia. Matinal Cadena SER y Hora 25 fueron referentes para los programas informativos de entonces, al igual que Carrusel Deportivo del fin de semana, y las radionovelas y concursos. Por la emisora de radio pasaron varios profesionales de la radio, que alcanzarían notoriedad, como: Antonio González Calderón, Manuel Martín Ferrand, Fernando Onega, José María García, o Iñaki Gabilondo. Mantuvo el cargo hasta la entrada del Grupo Prisa en el accionariado de la emisora en 1985.
En noviembre de 1985, la compañía Unión Ibérica de Radio, presidida por Eugenio Fontán, adquirió el 75% del accionariado de otra emisora emblemática del país: Radio España, que mantuvo hasta 1996, momento en que lo vendió a Radiópolis, empresa cercana a Televisa.
Contrajo matrimonio con María Teresa Oñate Gil, hija de Virgilio Oñate Sánchez, en 1953 y tuvieron 9 hijos: María Teresa (Juez de competiciones de doma ecuestre y catedrática), Eugenio (antiguo decano-presidente del Colegio Oficial de Ingenieros de Telecomunicación), María José (pianista y compositora), Javier (director general de Telnet), Susana (secretaria de dirección), Juan Ignacio (gerente de emergencias y seguridad ciudadana de Indra), Miguel Ángel (director gerente de Kantar Media en España), Beatriz (jefa de sector de ICEX) y María Cristina (directora de recursos humanos en Eslora Publicidad)
Desde el fallecimiento de su hermano Antonio, era marqués de Guadalcanal.
Fontán ha mantenido el cargo de presidente de la Sociedad Ibérica de Comunicaciones S.A.